# 王大宾回忆录
《王大宾回忆录》是王大宾的回忆录，2015年出版。

## 评论
- 敖本立序：“为我们提供了反思文革运动的新视角、新观点。”“为研究和反思文革运动历史提供了一份宝贵的文献。”[2]
- 东夫：“我一直认为造反派才是文革的最大受害者。”读回忆录后“更觉得是这么回事了。”[3]
- 徐海亮：“该回忆录给我印象最深的，就是1966年北京地质学院造反派红卫兵受命并参与从四川揪回彭德怀的前后全部事实”，“这一详尽的史实回忆与叙述，廓清了以往种种传言、网文留下的模糊印象。”[4]